# Boarmia foveata
Boarmia foveata là một loài bướm đêm trong họ Geometridae.